# Scott Drummond
Scott Drummond (Shrewsbury, 29 mei 1974) is een professionele golfspeler uit Engeland.

## Amateur
Als amateur speelde hij golf voor Engeland, zijn geboorteland. Toen hij in 1996 professional werd, besloot hij te gaan spelen voor Schotland, het land van zijn vader.

### Teams
- Jacques Leglise Trophy: 1992 (winnaars)

## Professional
De eerste jaren speelde Drummond op de Challenge Tour. Toen hij in 2004 het Brits Volvo PGA Championship won en daarmee €650.000 verdiende, steeg hij 340 plaatsen op de wereldranglijst en stond ineens op nummer 95. Hij verdiende met de overwinning ook een spelerskaart voor de Europese Tour voor vijf seizoenen en werd dat seizoen de Henry Cotton Rookie of the Year. 
Met al dit vertrouwen speelde hij in 2005 heel stabiel maar hij redt het niet meer om in de top-100 van de Order of Merit te komen. Op de Tourschool van 2009 mocht hij rechtstreeks naar de finale en haalde hij de 26ste kaart voor 2010 en 2011.

### Gewonnen
- 1998: Hawkstone Park (MasterCard Tour)
- 1999: Frilford Heath (PGA EuroPro Tour)
- 2001: Open des Volcans (CT)
- 2003: Open de Toulouse (CT)
- 2004: Brits Volvo PGA Championship (ET)

### Teams
- World Cup: 2004, 2005